# Aristozoe
Aristozoe is een geslacht van uitgestorven kreeftachtigen uit de klasse van de Ostracoda (mosselkreeftjes).

## Soorten
- Aristozoe amica Barrande, 1872 †
- Aristozoe bisulcata Barrande, 1872 †
- Aristozoe inclyta Barrande, 1872 †
- Aristozoe jonesi Barrande, 1872 †
- Aristozoe lepida Barrande, 1872 †
- Aristozoe memoranda Barrande, 1872 †
- Aristozoe orphana Barrande, 1872 †
- Aristozoe perlonga Barrande, 1872 †
- Aristozoe regina Barrande, 1872 †